# کونتادرو
کونتادرو (انگلیسی: Contadero)یک منطقه مسکونی در کشور کلمبیا است.